# NGC 3109
NGC 3109は、うみへび座の方角に約430万光年の位置にある小さなマゼラン渦巻銀河であり、棒渦巻銀河でもある。局所銀河群のサブグループでは最も明るい。NGC 3109はポンプ座矮小銀河と潮汐力で相互作用していると考えられている。1835年3月24日に南アフリカでジョン・ハーシェルによって発見された。

## 概要
NGC 3109はマゼラン雲のような不規則銀河とみなされることもあるが、実際には渦巻銀河であると思われている。もし、NGC 3109が渦巻銀河であれば、局所銀河群の中では最も小さい渦巻銀河となる。NGC 3109の質量は 2.3 × 109 M☉であり、その20%は中性水素から成る。銀河は小さいものの銀河ディスクや銀河ハローがある可能性もある。ディスクには様々な年齢の恒星から構成されると思われているがその一方でハローには年老いていて金属量の少ない恒星しかないと思われている。
NGC 3109の中性水素原子を測定したところ銀河ディスクは歪んでいることが分かっている。この歪みはポンプ座矮小銀河の視線速度と同等であり、十億年後頃には両銀河は接近すると考えられている。

## 構成
銀河内の青色超巨星の分光によると金属量は小さく、小マゼラン雲に類似していることが分かった。局所銀河群の中では金属量最も少ない銀河のひとつである。NGC 3109はその光度から惑星状星雲を多く含んでいるのではないかと思われている。また、十分に暗黒物質を含んでいる。

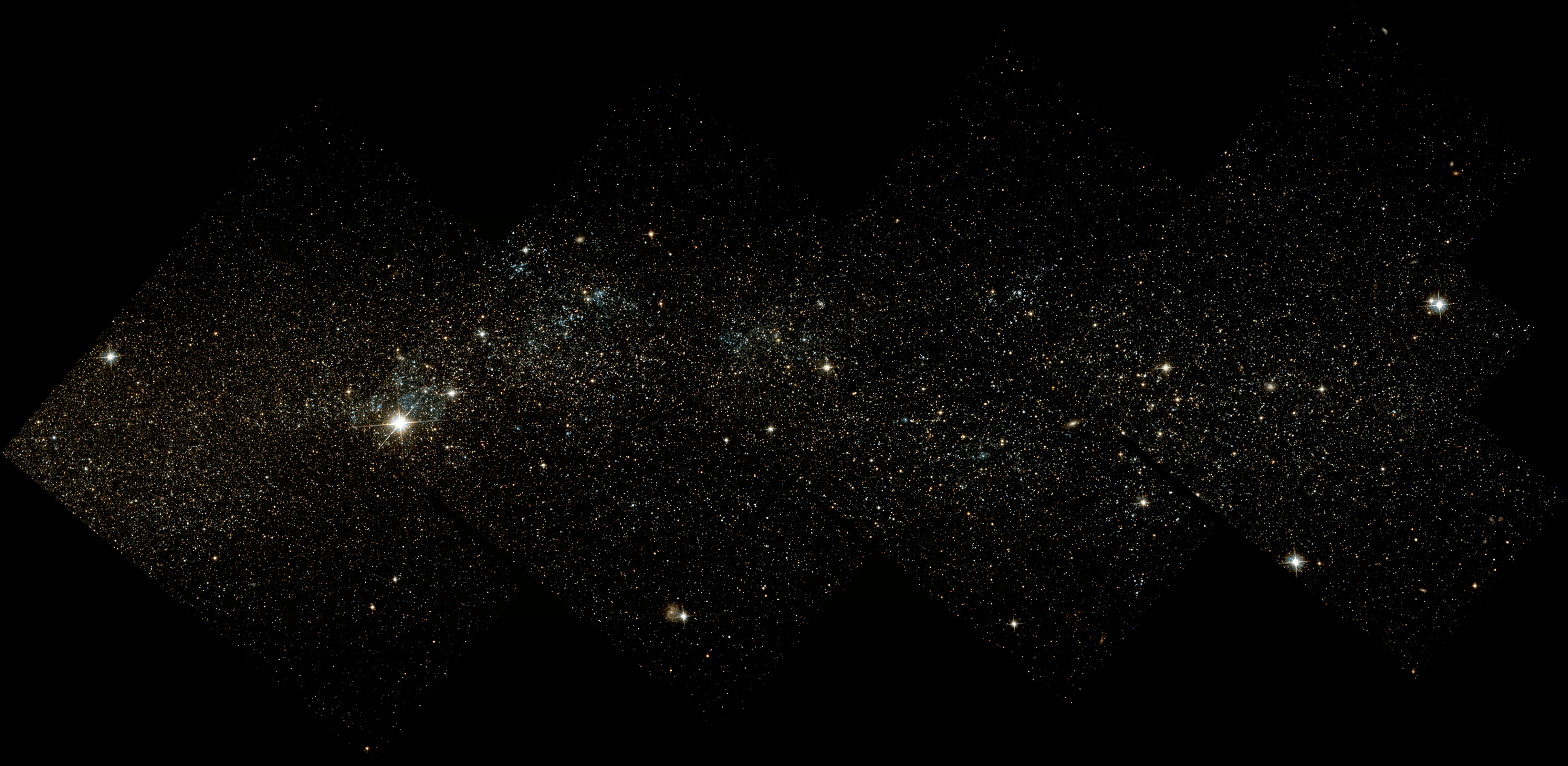
ハッブル宇宙望遠鏡によるNGC 3109

## 位置
NGC 3109はうみへび座の420万光年（1.3Mpc）離れた所にある。これは局所銀河群では端の方である。NGC 3109は後退速度が局所銀河群の宇宙速度より速く、潮汐力の影響をあまり受けない。そのため、現在ではAntlia-Sextans Groupに分類されることもある。